# 長野大學
长野大学（日语：長野大学）是一所日本公立大学，学校总部位于长野县上田市下之乡658-1。 1966年建校，同年设置本州大学，1972年改为长野大学。 大学的简称是长大。2017年由私立改为公立大学。

## 交通
- 上田电铁别所线大学前站下车，步行约10分钟到达。